# Indukcja asymetryczna
Indukcja asymetryczna – termin stereochemiczny opisujący zjawisko uprzywilejowanego tworzenia jednego enancjomeru lub diastereoizomeru w reakcji chemicznej jako efekt chiralnych właściwości substratu, katalizatora lub środowiska reakcji.
Termin ten został wprowadzony przez Emila Fischera podczas prac z węglowodanami.